# Lovrencij
Lovrencij je moško osebno ime.

## Izvor imena
Ime Lovrencij je različica imena Lovrenc.

## Pogostost imena
Po podatkih Statističnega urada Republike Slovenije je bilo na dan 31. decembra 2007 v Sloveniji število moških oseb z imenom Lovrencij: 27.

## Osebni praznik
V koledarju je ime Lovrencij skupaj z imenom Lovrenc.